# Île du Duc-d'York (Antarctique)
Pour les articles homonymes, voir Île du Duc-d'York.
L’île du Duc-d’York (en anglais : Duke of York Island) est une île montagneuse et libre de glace située dans la partie sud de la baie de Robertson en Terre Victoria, Antarctique.
L'île mesure 4 km de long et a été découverte en 1899 par l'expédition Southern Cross de Carsten Borchgrevink. Borchgrevink la nomma en l'honneur du parrain de l'expédition, le duc d’York, lequel devint plus tard George V du Royaume-Uni.
L'existence de l'île a été remise en cause par l'expédition Discovery mais elle existe bien.